# Scutellaria wenshanensis
Scutellaria wenshanensis là một loài thực vật có hoa trong họ Hoa môi. Loài này được C.Y.Wu & H.W.Li miêu tả khoa học đầu tiên năm 1977.